# Guido Mantella
Guido Mantella (Squillace, 9 ottobre 1924 – Soverato, 14 settembre 2012) è stato un politico italiano.

## Biografia
Impegnato in politica con la Democrazia Cristiana. Viene eletto deputato nel 1972, confermando il proprio seggio a Montecitorio anche dopo le elezioni politiche del 1976 e poi a quelle del 1979; conclude il mandato parlamentare nel 1983.
Sul piano locale è sindaco di Squillace per sei consiliature, concludendo il proprio mandato nel 2004. Ricopre per alcuni anni anche il ruolo di consigliere e assessore provinciale a Catanzaro.